# Nhiêu Dương
Nhiêu Dương (chữ Hán giản thể: 饶阳县) là một huyện thuộc địa cấp thị Hành Thủy, tỉnh Hà Bắc, Cộng hòa Nhân dân Trung Hoa. Huyện này có diện tích 573 ki-lô-mét vuông, dân số 280.000 người. Mã số bưu chính là 053900. Huyện lỵ đóng tại trấn Nhiêu Dương. Về mặt hành chính, huyện Nhiêu Dương được chia thành 3 trấn, 4 hương. Tổng cộng 197 thôn hành chính.
- Trấn: Nhiêu Dương, Ngũ Công, Đại Duẫn Thôn.
- Hương: Lưu Sở, Quan Sảnh, Vương Đồng Nhạc, Lý Mãn.